# Ema Burgić
Ema Burgić Bucko (Tuzla, 22. kolovoza 1992.) bosanskohercegovačka je tenisačica. 
Počela je trenirati tenis sa 7 godina. Sa 16 godina, Ema je osvojila ITF turnir i plasirala se na WTA listu.